# EEvolution
eEvolution ist eine Enterprise-Resource-Planning-Software für kleine und mittelständische Unternehmen. Sie wird von der eEvolution GmbH & Co. KG aus Hildesheim hergestellt und über Partner vertrieben. Es existieren Module und Branchenerweiterungen für Produktion, Handel, Logistik, Rechnungswesen, Reporting, Servicemanagement, eBusiness und die Nahrungs- und Genussmittelbranche.

## Geschichte
- 1989: Markteinführung Apertum durch die SCI GmbH
- 1998: Fusion von SCI GmbH und BTK GmbH und Umwandlung der beiden Unternehmen in die BTK Software & Consulting AG
- 2000, Januar: Great Plains übernimmt BTK Software & Consulting AG
- 2000, Dezember: Kauf von Great Plains durch Microsoft
- 2003: Microsoft kündigt das Produkt Apertum ab
- 2004: Gründung der nGroup GmbH & Co KG und Fortführung der Entwicklung von Apertum unter dem neuen Produktnamen eEvolution
- 2005: eEvolution Version 5.0
- 2006: Migration von eEvolution auf das .Net-Framework
- 2009: Umbenennung der ngroup GmbH & Co KG in die eEvolution GmbH & Co KG
- 2023: Aktuelle Version eEvolution 2023

## Architektur und verwendete Technologien
eEvolution ist eine Client-Server Anwendung. Sie wird mit der Programmiersprache C# auf dem .Net-Framework entwickelt. Als Datenbanken sind Microsoft SQL Server und Oracle im Einsatz.
Als Entwicklungstechnologien werden MVVM-Pattern auf Basis des Composite Application Framework, Windows Presentation Foundation, LLBLGen (O/R-Mapper) und Language Integrated Query verwendet.
Durch die Schaffung der technologischen und organisatorischen Voraussetzungen einer kontinuierlichen Weiterentwicklung der installierten Basis, liefert eEvolution seit 2012 kleine Patches, Updates oder Enhancement Packages anstelle großer Release-Sprünge aus.

## Software-Individualisierung
eEvolution kann vom Anwender oder vom Partner mittels Customizing und Scripting auf die individuellen Anforderungen angepasst werden.
Beim Customizing werden Einstellungen am Standardprodukt vorgenommen, um die Unternehmensstruktur und Unternehmensprozesse softwareseitig abzubilden. Die Anpassungen können mit dem von der eEvolution GmbH & Co KG entwickelten iCustomizer vorgenommen werden, der die Anwendung individuell zur Laufzeit anpasst. Der iCustomizer nutzt die im .Net-Framework vorhandenen Technologien wie Reflection, um auf die Eigenschaften der Programmobjekte zur Laufzeit zugreifen zu können.
Beim Scripting kann ereignisbezogen individueller Programmcode ausgeführt werden. Als Programmierumgebung sind hier Teile der freien integrierten Entwicklungsumgebung SharpDevelop eingebaut.

## Vertriebsstruktur
eEvolution wird über zertifizierte Partner vertrieben. Diese Systemhäuser passen die Standardsoftware auf die kundenspezifischen Bedürfnisse an, führen Schulungen durch und übernehmen den Support. Sie entwickeln zum Teil branchenspezifische Lösungen, Tools und Erweiterungen für die Standardsoftware.

## Community
Die Einbeziehung der Kunden und Partner in die Entwicklung und den Betrieb des Softwaresystems ist ein großes Anliegen des Herstellers. So gibt es verschiedene Veranstaltungsformate wie Konferenzen und Barcamps für Kunden und Interessierte sowie ein Online-Forum. 
Des Weiteren bestehen Kooperationen mit der HAWK Hildesheim und der Universität Hildesheim. Seit 2016 erhalten Mitarbeiter des Herstellers regelmäßig Lehraufträge zu ERP-Themen an der Universität Hildesheim.

## Belege
1. ↑  nGroup benennt sich in eEvolution GmbH um. presseportal.de, 7. Februar 2012, archiviert vom Original am 22. April 2012; abgerufen am 13. April 2012.
2. ↑  iCustomizer - Summary. componentsource.com, abgerufen am 12. Dezember 2011 (englisch).